# Sparta in het seizoen 1962/63
Het seizoen 1962/1963 was het negende jaar in het bestaan van de Rotterdamse betaaldvoetbalclub Sparta. De club kwam uit in de Eredivisie en eindigde daarin op de derde plaats. Tevens deed de club mee aan het toernooi om de KNVB Beker, hierin werd in de derde ronde verloren van NOAD (0–2).

## Wedstrijdstatistieken

### Eredivisie
|       | ADO   | Ajax  | Blauw-Wit | DOS   | Sportclub Enschede | Feijenoord | Fortuna '54 | GVAV  | Heracles | MVV   | NAC   | PSV   | Volendam | De Volewijckers | Willem II |
| ----- | ----- | ----- | --------- | ----- | ------------------ | ---------- | ----------- | ----- | -------- | ----- | ----- | ----- | -------- | --------------- | --------- |
| Thuis | 1 – 1 | 2 – 1 | 4 – 1     | 5 – 1 | 4 – 2              | 3 – 0      | 2 – 0       | 0 – 1 | 2 – 1    | 3 – 2 | 5 – 5 | 0 – 0 | 3 – 2    | 4 – 0           | 2 – 1     |
| Uit   | 1 – 0 | 1 – 2 | 0 – 5     | 2 – 0 | 3 – 1              | 0 – 2      | 1 – 2       | 2 – 0 | 1 – 2    | 1 – 0 | 3 – 1 | 0 – 1 | 2 – 1    | 2 – 2           | 1 – 1     |

### KNVB Beker
| 3e ronde                                             | NOAD                                     | 2 – 0 (1 – 0) | Sparta |
| 30 april 1963 Plaats: Tilburg Gemeentelijk Sportpark | Johnny van der Velde 18' Theo Netten 87' |               |        |

### Europacup II
| Voorronde                                                         | FC Lausanne-Sport                                                     | 3 – 0 (1 – 0)    | Sparta                                    |
| 19 september 1962 Plaats: Lausanne Stade Olympique de la Pontaise | Roger Vonlanthen 12' Roberto Frigerio 55' Gerrie ter Horst 67' (e.d.) | Wedstrijdverslag |                                           |
| Voorronde                                                         | Sparta                                                                | 4 – 2 (1 – 0)    | FC Lausanne-Sport                         |
| 3 oktober 1962 Plaats: Rotterdam Stadion Feijenoord               | Carl Wilson 42', 51', 57' Piet van Miert 87'                          | Wedstrijdverslag | 78' (pen.) Richard Dürr 83' Charly Hertig |

## Statistieken Sparta 1962/1963

### Eindstand Sparta in de Nederlandse Eredivisie 1962 / 1963
| Stand | Gespeeld | Gewonnen | Gelijk | Verloren | Punten | Doelpunten voor | Doelpunten tegen |
| ----- | -------- | -------- | ------ | -------- | ------ | --------------- | ---------------- |
| 3e    | 30       | 17       | 5      | 8        | 39     | 60              | 38               |

### Topscorers
| #      | Naam            | Goal |
| ------ | --------------- | ---- |
| 1.     | Béla Bodnár     | 20   |
| 2.     | Piet van Miert  | 12   |
| 3.     | Piet de Vries   | 9    |
| 4.     | Tonny van Ede   | 5    |
| 5.     | Cor Adelaar     | 4    |
| 5.     | Ad Verhoeven    | 4    |
| 5.     | Carl Wilson     | 4    |
| 8.     | Tinus Bosselaar |      |
| Totaal | Totaal          | 60   |

| #      | Naam        | Goal |
| ------ | ----------- | ---- |
| –      | Geen speler | 0    |
| Totaal | Totaal      | 0    |

| #      | Naam           | Goal |
| ------ | -------------- | ---- |
| 1.     | Carl Wilson    | 3    |
| 2.     | Piet van Miert | 1    |
| Totaal | Totaal         | 4    |

## Voetnoten
ADO ·
Ajax ·
Blauw-Wit ·
DOS ·
Sportclub Enschede ·
Feijenoord ·
Fortuna '54 ·
GVAV ·
Heracles ·
MVV ·
NAC ·
PSV ·
Sparta ·
Volendam ·
De Volewijckers ·
Willem II